# Hugues de Pierrepont
Hugues de Pierrepont, mort en 1229, est prince-évêque de Liège de 1200 à 1229.

## Biographie
Originaire du diocèse de Laon, il est le fils de Hugues dit Vanault et de Clémence de Rethel, fille Ithier de Rethel. Il aurait eu, selon la Chronica d'Aubry de Trois-Fontaines, une jeunesse dissolue avant de s'amender. Il avait un frère prénommé Guillaume, mort au cours de la troisième croisade. Il a soutenu, dans la course au titre d'empereur du Saint-Empire romain germanique, la candidature d'Othon, comte de Poitiers, qu'il est allé chercher, avec d'autres prélats rhénans, pour le faire élire roi des Romains puis couronner le 12 juillet 1198. Ayant offert aux moines cisterciens de Signy des terres et bois près de la ville de Liège il est à l'origine de la fondation de l'abbaye du Val-Saint-Lambert (1202).
Élu prince-évêque le 3 mars 1200 après la mort d'Albert de Cuyck alors qu'il n'était même pas prêtre, sa nomination est d'abord contestée par ses concurrents malheureux Henri de Jauche et Conrad de Seine, mais elle est finalement confirmée le 10 avril 1202 par un légat du pape, après quoi il est ordonné prêtre le 13 avril et installé comme évêque le 21.[réf. souhaitée]
Clerc lettré et… discret (« satis litteratus et discretus ») selon les Gesta episcoporum Leodiensium abbreviata de Gislebert de Mons, il est probable qu'il soit l'écrivain connu sous le pseudonyme de Jean Renart, auteur d'un Roman de la Rose dédicacé à Milon de Nanteuil.
Il avait aussi une grande réputation de chevalier sachant manier les armes et mener ses troupes : le 13 octobre 1213, à la tête des  milices communales liégeoise et hutoise, il vainquit le duc de Brabant Henri le Guerroyeur, allié de Philippe Auguste, à la bataille de Steps.
C'était aussi un prélat mondain, qui, lorsqu'il participa au concile de Latran (du 11 au 30 novembre 1215) se présenta les deux premiers jours en habits laïcs, vêtu d'abord comme un comte, puis comme un duc, et le troisième en habit épiscopal, coiffé de la mitre.